# Icefall Nunatak (norra)
Icefall Nunatak är en nunatak i Antarktis. Den ligger i Östantarktis. Nya Zeeland gör anspråk på området. Toppen på Icefall Nunatak är 2 459 meter över havet.
Terrängen runt Icefall Nunatak är kuperad. Trakten är obefolkad. Det finns inga samhällen i närheten. 